# کلودیوس کائکوس

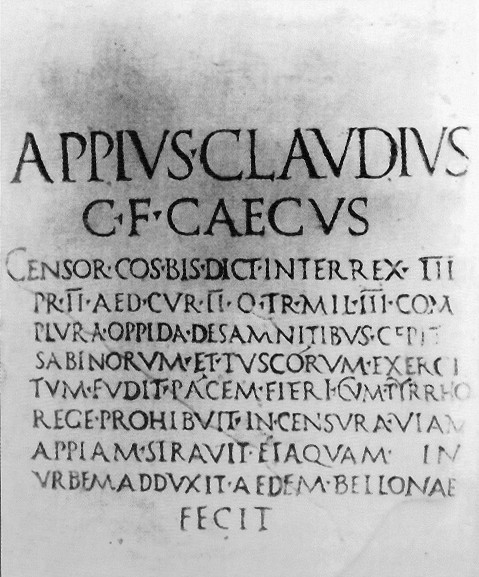
کتیبه یادبود

آپیوس کلودیوس کایکوس (به لاتین: Appius Claudius Caecus)، (ح. ۳۴۰ - ۲۷۳ (پیش از میلاد)) سیاستمدار و کارمند کشوری جمهوری روم بود که در ۳۱۲ (پیش از میلاد) شهربان شد. بعدها چنان‌که از نامش برمی‌آید نابینا (به انگلیسی: "the blind") گشت و پس از ۲۸۰ (پیش از میلاد) که کاملاً پیر بود درگذشت.
او در دوران سِمَت شهربانی‌اش که چهار سال دوام یافت (۳۱۲ تا ۳۰۸)، آب‌راهه و جادهٴ آپیا را ساخت که بعد از وی به نامش موسوم شد.
وی قدیم‌ترین نویسندهٴ رومی است که درباره‌اش چیزی می‌دانیم، علاوه بر این قدیم‌ترین حقوق‌دان رومی نیز هست.
کایکوس کتابی موسوم به غصب داشت که مفقود شده است.